# Уитакер, Лэнс
Лэнс Уитакер (англ. Lance Whitaker; 29 мая 1972 год, Гранада-Хиллз, Лос-Анджелес, США) — американский боксёр-профессионал, выступавший в тяжёлой весовой категории. Бронзовый призёр Панамериканских игр 1995 года.

## 1997—2000
Дебютировал в июле 1997 года в бою с Джоном Кизом, которого нокаутировал в 1 раунде.
В ноябре 1997 года победил техническим нокаутом во 2 раунде Маркуса Рода.
В декабре 1997 года победил техническим нокаутом в 1 раунде Эдди Гонсалеса.
В феврале 1998 года в 8-раундовом бою победил единогласным решением судей Эверетта Мартина.
В январе 1999 года победил техническим нокаутом в 7 раунде Алекса Стюарта.
В марте 1999 года раздельным решением судей уступил непобеждённому Лу Саварезе.
В августе 1999 года Уитакер раздельным решением судей победил непобеждённого Монте Барретта.
В июне 2000 года в бою за титул WBC Континентальной Америки победил техническим нокаутом во 2 раунде Томаса Уильямса.
В июле 2000 года встретился с Дэвидом Диксоном. В 1 раунде рефери дисквалифицировал Диксона за повторные удары ниже пояса.

## 2001-03-10Лэнс Уитакер —Олег Маскаев
- Место проведения:  Сизарс Палас, Лас-Вегас, Невада, США
- Результат: Победа Уитакер нокаутом во 2-м раунде в 10-раундовом бою
- Статус: Рейтинговый бой
- Рефери: Джей Нейди
- Время: 1:03
- Вес: Уитакер 116,12 кг; Маскаев 107,05 кг
- Трансляция: HBO

В марте 2001 года Лэнс Уитакер вышел на ринг против Олега Маскаева. В начале 2-го раунда Уитакер провёл серию ударов с обеих рук в голову противника. Последним ударом — правым кроссом — Уитакер отправил Маскаева на канвас. На счёт 10 он всё ещё лежал на ринге. Рефери зафиксировал нокаут.

## 2001—2005
В декабре 2001 года он проиграл Джамилю Макклайну.
В марте 2002 года свёл вничью поединок с Рэем Остином.
В октябре 2003 года Уитакер победил Альфреда Коула.
В апреле 2004 года он победил Фрайдейя Ахунанью.
В мае 2005 года Уитакера нокаутировал Луан Красничи.
В декабре 2005 года Уитакер вышел на ринг против непобеждённого Султана Ибрагимова. Ибрагимов нокаутировал противника в 7-м раунде.
В 2009 году проиграл Оливеру Макколлу.
В конце карьеры, 12 июня 2010 года спорно победил по очкам (счёт: 112—115, 115—112, 114—113) россиянина Андрея Федосова.